# Гобер
Гобер Енріке Мая (порт. Goeber Henrique Maia, нар. 17 травня 1982, Бразиліа) — бразильський футболіст, півзахисник.

## Ігрова кар'єра
Виступав за бразильські клуби «Арук» (Крузейро), «Гама» (Бразиліа), «Гуарані» (Кампінас), «Фламенго» (Ріо-де-Жанейро), «Америка» (Натал), «Іпатінга», «Бразильєнсе» (Бразиліа), «Греміо» (Баруері), «Сертанзінью» (Сан-Паулу), «Гуаратанігета», «Кабуфріенсе» (Кабу-Фріу), «Сейландія», «Анаполіс». У 2006 році у складі «Фламенго» став володарем Кубка Бразилії.
31 серпня 2011 року однорічний підписав контракт з луцькою «Волинню» і вже 9 вересня дебютував за нову команду. В подальшому залишався основним гравцем «волинян», поки в кінці 2011 року у відставку не було відправлено головного тренера команди Віталія Кварцяного. Новий тренер команди Анатолій Дем'яненко не бачив Гобера в складі команди і вже в лютому відправив гравця в дубль. За наступні півроку півзахисник жодного разу не виходив на поле, тому після завершення сезону 2011/12 на правах вільного агента покинув «Волинь».

## Досягнення
- Володар кубка Бразилії: 2006